# آق‌کند (زنگلان)
آق‌کند (ترکی آذربایجانی: Ağkənd) یک منطقهٔ مسکونی در جمهوری آذربایجان است که در شهرستان زنگلان واقع شده است. 